# Coliseu dos Recreios

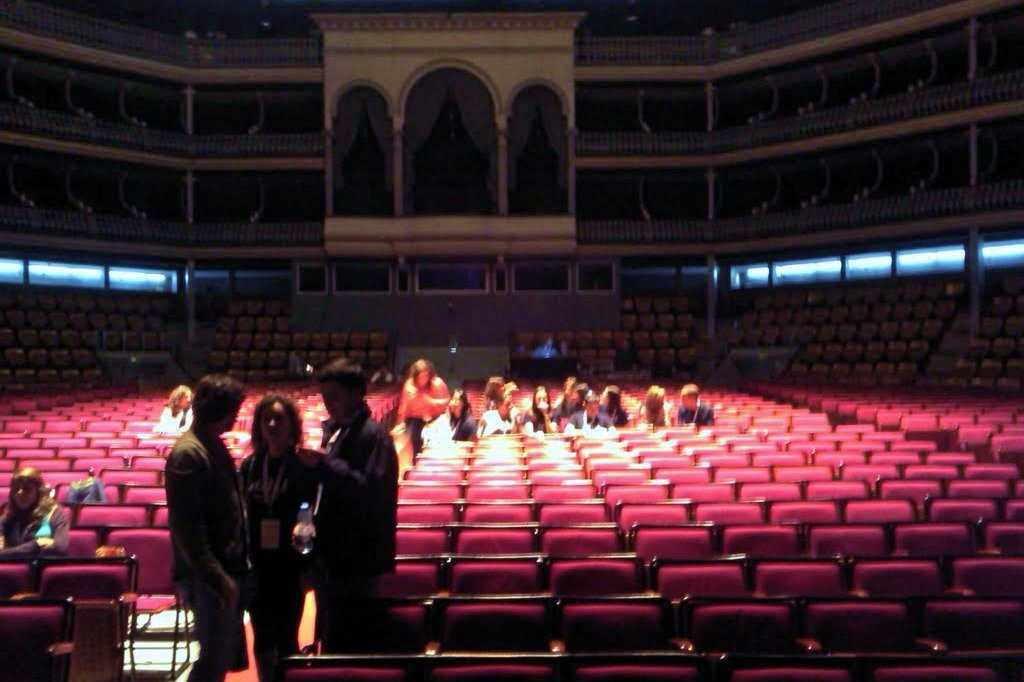
Plateia do Coliseu dos Recreios

O Coliseu dos Recreios é uma sala de espetáculos polivalente situada na Rua das Portas de Santo Antão, n.º 92 - 104, na atual freguesia de Arroios, em Lisboa.
Construído de raiz, foi inaugurado a 14 de Agosto de 1890, com a opereta “Boccaccio”, de Franz von Suppé, interpretada pela companhia Caracciolo, quando ainda não estavam terminados todos os trabalhos da sua construção.
O conjunto edificado do Coliseu corresponde a dois edifícios justapostos, sendo o da entrada do público paralelepipédico retangular e a sala de espetáculos de planta dodecagonal. A primeira parte do conjunto, que dá para a Rua de Santo Antão, está geminada com a sede da Sociedade de Geografia de Lisboa. O Coliseu dos Recreios está classificado como Imóvel de Interesse Público desde 1996.

## Construção
Quatro empresários arrojados - o solicitador José Frederico Ciríaco, o professor de filosofia Pedro António Monteiro, o dono de armazéns António Caetano Macieira e o comerciante de carnes João Baptista G. de Ahneida, conceberam edificar o maior dos edifícios cobertos que houvesse no mundo no campo dos espectáculos, e cuja lotação ultrapassaria os 4 000 lugares. 
A partir de 1888, os custos elevados da construção original foram necessariamente cobertos com recurso a uma subscrição pública. Tão grande era a vontade dos quatro elementos promotores e tão grande o entusiasmo que nos demais interessados souberam criar, que conseguiram recolher o montante suficiente, tendo o próprio rei D. Carlos se tornado accionista. 
Tendo o contributo de artistas estrangeiros, o Coliseu dos Recreios foi inovador na introdução da arquitectura do ferro, ainda incipiente em Portugal, através da espectacular cúpula em ferro, colocada sobre um octógono em alvenaria, à maneira de uma parábola cúbica com lanterna de 8 m de diâmetro, maior de todas as demais na terra, com 25 metros de raio, diâmetro de 48,68 metros e o peso de 100 toneladas, vinda da Alemanha, encomendada à firma Hein Lehmann e C.ª. 
O telhado, também em ferro foi instalado em 1889, da responsabilidade do engenheiro Lacombe. O traço da obra deveu-se aos engenheiros Francisco Goulard, pai e filho (engenheiros franceses), e aos portugueses Manuel Garcia Júnior, Frederico Ressano Garcia, M. Gouveia Júnior e Xavier Cordeiro; a construção metálica coube a Castanheira das Neves. Do arquitecto Cesare Ianz é o projecto da fachada do edifício, última parte concluída, de três pisos, com motivos decorativos em reboco e algumas carrancas, que lhe conferem e aumentam a grandiosidade. Na fase final, foi dada rédea livre ao maior dos cenógrafos lisboetas, Eduardo Machado, para que procedesse a uma decoração em beleza e pusesse a funcionar o palco. Com 40 m de profundidade, 18 m de largura, uma teia em madeira e maquinismos manuais.
Objeto de obras de remodelação entre 1992 e 1994, o Coliseu foi reaberto a 26 de fevereiro de 1994 com um concerto que assinalou o início dos acontecimentos culturais da “Lisboa 94”. Tem uma lotação de 2 846 lugares em disposição de plateia sentada, ou 5 672 em disposição de plateia em pé.

## Atividade
O Coliseu dos Recreios assumiu-se sempre como uma sala de espectáculos popular, estabelecendo preços baixos e apresentando espectáculos de diversos tipos, entre os quais a ópera (poucos anos antes, em 1887, tinha aberto ao público um outro Coliseu, na Rua da Palma, no qual também funcionaram companhias de ópera mas que teve uma vida muito mais efémera). 
O Coliseu evidenciou-se especialmente no campo da ópera durante a Primeira República, constituindo então uma alternativa ao S. Carlos: em dezembro de 1916 estreou-se uma companhia, organizada por Ercole Casali, da qual faziam parte Elvira de Hidalgo e Tito Schipa, e a partir daí cantaram no Coliseu nomes como Alfredo Kraus, Antonietta Stella, Carlo Bergonzi, Elena Suliotis, Fiorenza Cossotto, Joan Sutherland, Piero Cappuccilli, Tito Gobbi ou Tomás Alcaide. 
Entre 1959 e 1981 os espectáculos líricos passaram a ser organizados em colaboração com o S. Carlos, oferecendo a possibilidade de ouvir algumas das grandes vozes que vinham a Lisboa por preços acessíveis.